# Daysi Bregantini
Daysi Bregantini é uma filósofa, jornalista e editora brasileira, diretora responsável pela revista Cult. É formada em Filosofia na Universidade de São Paulo.
Em 1981, Bregantini fundou a agência de assessoria de comunicação Attachée de Presse, da qual saiu em 2000.
Bregantini adquiriu a Cult em 2002, comprando-a da Lemos Editorial, que a havia lançado em 1997. Em comparação com o primeiro ciclo, a nova diretora optou por uma nova abordagem, passando de um enfoque restrito à literatura para abarcar temas mais amplos de cultura. Nesse contexto, Bregantini mudou o subtítulo da revista, que passou então a ser "Revista Brasileira de Cultura".
Sobre o perfil da revista, Bregantini declarou, em entrevista: "A Folha provavelmente tem a cabeça dos donos da Folha, a Veja tem a cabeça dos donos da Abril. Cada revista segue a cabeça dos patrões, digamos assim. Eu sou de esquerda, sempre fui militante de esquerda, da teologia da libertação. Então é evidente que a Cult tenha a minha cara. E quem vem trabalhar aqui ou quem colabora sabe para onde está entrando". A produção da Cult foi descrita pela editora como "uma luta diária, árdua, uma guerrilha", por conta de "pressões da indústria cultural", que segundo ela limitam as possibilidade do jornalismo cultural.
Em entrevista sobre o papel da cultura na política, o escritor Marcelo Mirisola definiu Bregantini como "boa de briga".